# VoLTE
 Der er for få eller ingen kildehenvisninger i denne artikel, hvilket er et problem. Du kan hjælpe ved at angive troværdige kilder til de påstande, som fremføres i artiklen.

VoLTE (Voice over LTE) står for Voice over Long Term Evolution og er en teknologi, der giver mulighed for at foretage telefonsamtaler over LTE-netværket. LTE er en avanceret mobilnetværksteknologi, der giver højhastighedsdataoverførsel til mobiltelefoner.
Med VoLTE-teknologien kan brugere opleve en forbedret lydkvalitet og hurtigere opkaldsopkoblingstider sammenlignet med traditionelle 2G- eller 3G-netværk. Dette skyldes, at VoLTE bruger IP-baseret dataoverførsel til at sende og modtage opkald, hvilket eliminerer behovet for at skifte mellem separate stemme- og datakanaler.
En af fordelene ved VoLTE er også muligheden for at foretage opkald i HD-kvalitet. Den højere båndbredde, der tilbydes af LTE-netværket, giver mulighed for en mere naturlig og klar lyd under samtaler. Dette kan forbedre kommunikationen og gøre det lettere at forstå samtalepartneren.
En anden fordel ved VoLTE er, at den kan understøtte funktioner som samtidig tale- og dataoverførsel. Dette betyder, at brugere kan foretage opkald og surfe på internettet samtidig, hvilket kan være praktisk i mange situationer.
For at kunne bruge VoLTE er det dog vigtigt at have en mobiltelefon, der understøtter teknologien, samt at være tilsluttet et mobilnetværk, der tilbyder VoLTE-tjenester. Ikke alle mobiler og netværk er kompatible med denne teknologi, så det er vigtigt at kontrollere kompatibiliteten, før man benytter sig af VoLTE.
I dag er VoLTE-tilgængeligheden blevet mere udbredt, da flere mobiloperatører implementerer teknologien i deres netværk. Det er dog stadig ikke tilgængeligt overalt, og nogle regioner og lande kan have begrænset dækning eller ingen VoLTE-tjenester.
Samlet set er VoLTE en teknologi, der giver brugerne mulighed for at foretage telefonsamtaler over LTE-netværket med forbedret lydkvalitet og hurtigere opkaldsopkoblingstider. Det er vigtigt at være opmærksom på, at brugen af VoLTE kræver en kompatibel mobiltelefon og et mobilnetværk, der understøtter teknologien.